# Pauligne
Pauligne är en kommun i departementet Aude i regionen Occitanien  i södra Frankrike. Kommunen ligger  i kantonen Limoux som ligger i arrondissementet Limoux. År 2022 hade Pauligne 363 invånare.

## Befolkningsutveckling
Antalet invånare i kommunen Pauligne
Referens: INSEE